# تپه قرق بهار
تپه قرق بهار مربوط به دوران‌های تاریخی پس از اسلام است و در شهرستان بهار، بخش مرکزی، روستای قرق بهار واقع شده و این اثر در تاریخ ۲۴ فروردین ۱۳۸۲ با شمارهٔ ثبت ۸۰۸۷ به‌عنوان یکی از آثار ملی ایران به ثبت رسیده است.